# Chacun son cinéma
Chacun son cinéma ou Ce petit coup au cœur quand la lumière s'éteint et que le film commence (engelsk titel: To Each His Own Cinema) er en fransk film som blev lavet i anledning af 60-årsjubilæet for filmfestivalen i Cannes i 2007.

## Synopsis
35 filminstruktører med forskellig baggrund (fra 25 forskellige lande) lavede hver sin kortfilm på 3 minutter, med biografsalen som tema. Filmen består af 33 bidrag, hvor brødrene Coen og brødrene Dardenne samarbejdede om sit bidrag. David Lynchs bidrag er ikke en del af filmen, men blev vist separat under åbningen af festivalen.
- Produceret af: Gilles Ciment, Gilles Jacob, Jacky Pang Yee Wah, Corinne Golden Weber, Wong Kar-wai
- Produktionsselskab: Filmfestivalen i Cannes, Elzévir Films
- Land: Frankrig
- Sprog: Mandarin / engelsk / fransk / spansk / dansk
- Format : Farver
- Varighed: 100 minutter
- Premiere:
  - Frankrig: 20. maj 2007

Filminstruktører (i alfabetisk rækkefølge):
| - Theodoros Angelopoulos : Trois Minutes - Olivier Assayas : Recrudescence - Bille August : The Last Dating Show - Jane Campion : The Lady Bug - Youssef Chahine : 47 Ans après - Chen Kaige : Zhanxiou Village - Michael Cimino : No Translation Needed - Ethan Coen : World Cinema - Joel Coen : World Cinema - David Cronenberg : At the Suicide of the Last Jew in the World in the Last Cinema in the World - Jean-Pierre Dardenne : Dans l'obscurité - Luc Dardenne : Dans l'obscurité - Manoel de Oliveira : Rencontre unique - Raymond Depardon : Cinéma d'été - Atom Egoyan : Artaud Double Bill - Amos Gitai : Le Dibbouk de Haifa - Alejandro González Iñárritu : Anna - Hou Hsiao-hsien : The Electric Princess House | - Aki Kaurismäki : La Fonderie - Abbas Kiarostami : Where is My Romeo? - Takeshi Kitano : One Fine Day - Andrej Kontjalovskij : Dans le noir - Claude Lelouch : Cinéma de boulevard - Ken Loach : Happy Ending - Nanni Moretti : Diaro di uno spettatore - Roman Polanski : Cinéma érotique - Raoul Ruiz : Le Don - Walter Salles : À 8 944 km de Cannes - Elia Suleiman : Irtebak - Tsai Ming-liang : It's a Dream - Gus Van Sant : First Kiss - Lars von Trier : Occupations - Wim Wenders : War in Peace - Wong Kar-wai : I Travelled 9000 km To Give It To You - Zhang Yimou : En regardant le film |

## Eksterne Henvisninger
- Chacun son cinéma på Internet Movie Database (engelsk)
- Chacun son cinéma i Svensk Filmdatabas (svensk)
- Chacun son cinéma på AlloCiné (fransk)
- Chacun son cinéma på MovieMeter (nederlandsk)
- Chacun son cinéma på AllMovie (engelsk)
- Chacun son cinéma hos British Film Institute (engelsk)
- Chacun son cinéma på Turner Classic Movies (engelsk)
- Chacun son cinéma på The Movie Database (engelsk)
- Chacun son cinéma på Rotten Tomatoes (engelsk)
- Chacun son cinéma på Filmaffinity (engelsk)